# 塞米蘭內
49°0′41″N 36°58′32″E / 49.01139°N 36.97556°E
塞米蘭內（羅馬化：Semylanne）是位於烏克蘭東部哈爾科夫州伊久姆區巴爾溫科韋市鎮的村莊。該村始建於1923年，面積0.11平方公里，海拔高度163米，2001年人口41，人口密度每平方公里362.8人。